# Rapport du voyage en Occident à l'époque des Grands Tang
 (avril 2021).

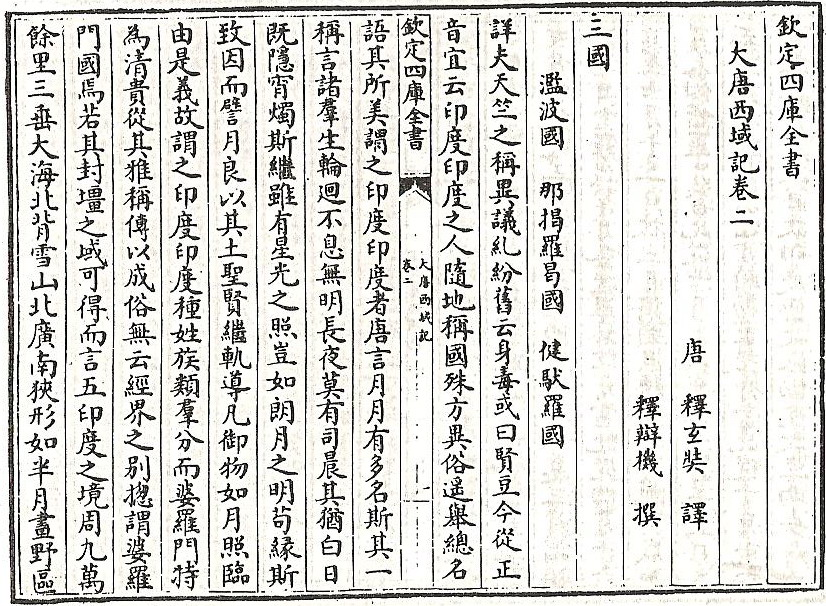
Page du livre de Xuangzang dans un manuscrit de 646. Bibliothèque Siku Quanshu (XVIII).

Rapport du voyage en Occident à l'époque des Grands Tang (chinois : 大唐西域记 ; chinois traditionnel : 大唐西域記 ; pinyin : Dà Táng Xīyù Jì ; Wade : Ta T'ang Hsiyü Chi) est le récit mis en forme littéraire du voyage que Xuanzang a effectué durant dix-neuf années (entre 626 et 645, sous la dynastie Tang), de Chang’an jusqu'en Inde, en traversant l’Asie centrale. Le texte a été compilé par Bianji, un disciple de Xuanzang, qui a passé plus d’un an à rédiger le livre sous la dictée de son maître.

## Contenu

Xuanzang sur la route. Peinture sur soie. Époque de Kamakura (1185-1333). Tokyo National Museum.

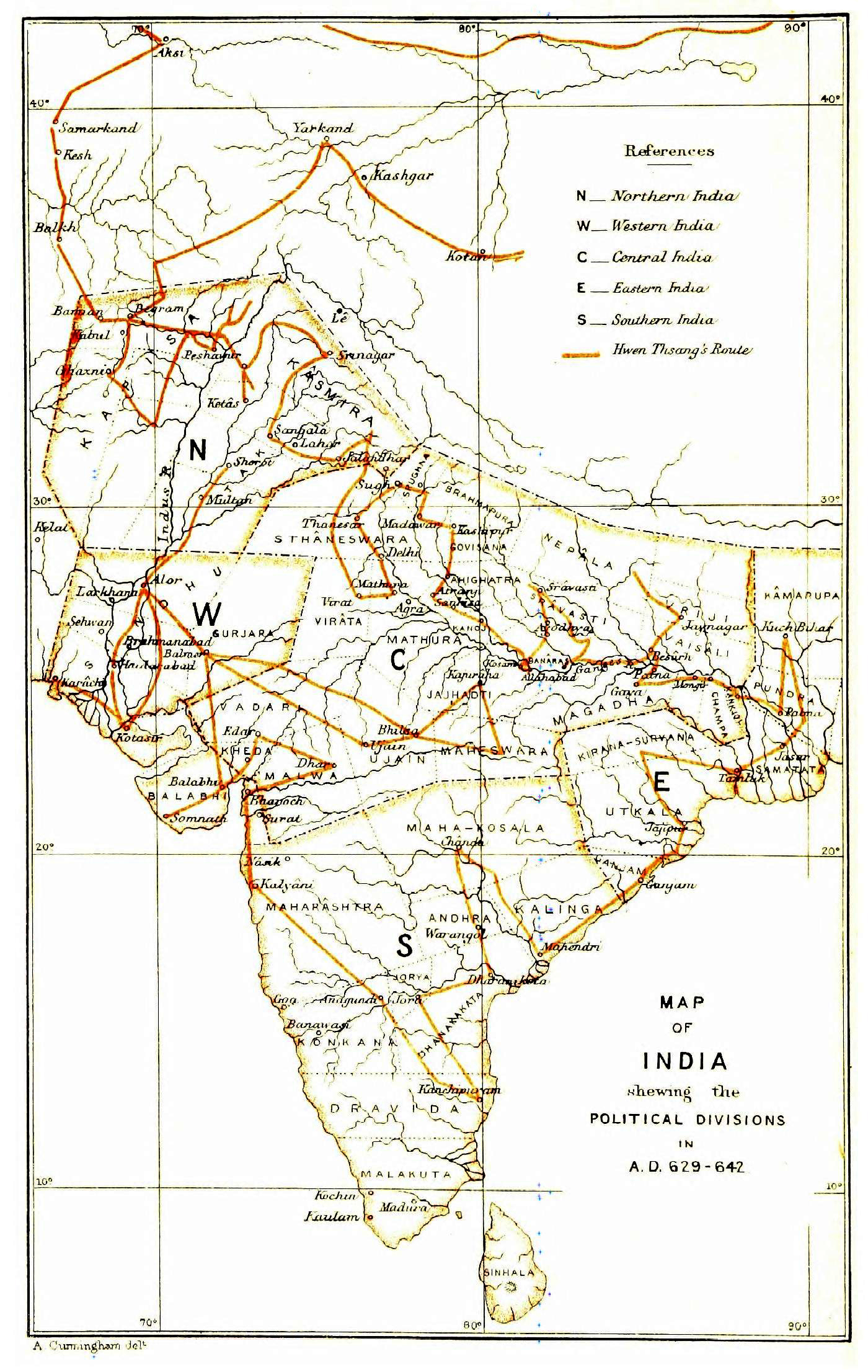
Itinéraire de Xuanzang. Carte établie par Alexander Cunningham.

L'ouvrage se compose de plus de 120 000 sinogrammes divisés en vingt rouleaux. Ce récit de voyage décrit la géographie de chaque pays et les transports maritimes utilisés, les climats et les produits locaux de toutes ces populations avec leur histoire et leur langue, les faits politiques et économiques, les cultures et les religions ainsi que les us et coutumes des pays traversés (138 au total). 
Cela couvre 110 pays, régions et cités répartis aujourd'hui dans de nombreux États et régions:  Xinjiang,  Afghanistan, Tadjikistan, Ouzbékistan, Pakistan, Inde, Népal, Bangladesh et Sri Lanka. Une grande partie de l'Inde du Nord constituait alors le royaume de Harsha, avec pour capitale Kanauj.
Le prince Harsha organisa à l'occasion du passage de Xuanzang une grande rencontre multi-confessionnelle à Kanauj ainsi qu'une fête à Prayâg - l'actuelle Allâhâbâd - peut-être la première kumbhamelâ. Xuanzang ferait à cette occasion la première mention historique de la manifestation dans son Rapport du voyage en Occident à l'époque des Grands Tang Un tel débat philosophique, à Kanauj, permettait d'opposer les thèses du bouddhisme Mahâyâna, que partageaient Xuanzang et Harsha, aux thèses Hīnayānistes autant qu'Hindouistes et Jaina.

## Importance
Aujourd’hui, le texte reste d’une très grande valeur pour les historiens et les archéologues. Le Rapport est un document important pour la connaissance de l’Asie Centrale au cours des sept premiers siècles. Il apporte aussi des informations de première main sur l’existence d’une culture de tradition bouddhiste en Afghanistan à cette époque et les premières preuves écrites de l’existence des sculptures bouddhistes à Bâmiyân.  
L'ouvrage est aussi de première importance pour les études indiennes, et les archéologues l’ont utilisé pour combler certaines lacunes dans l’histoire de l’Inde. Le récit a servi de guide pour les fouilles de nombreux sites archéologiques : Rajagriha, le temple de Sarnath, Ajanta, les ruines du monastère de Nalanda au Bihar, etc. Ce texte doit aussi sa renommée à l’évaluation exacte des distances et à la localisation des sites. 
Cet ouvrage a été la source d’inspiration du roman populaire à caractère épique Le Voyage en Occident (ch. Xīyóujì 西遊記), publié en Chine pour la première fois à la fin du XVIe siècle, sous la dynastie Ming.

### Traductions et résumés
- Xuanzang (596?-664) (Hiouen-thsang), Mémoires sur les contrées occidentales. Textes et traduction par Stanislas Julien suivi d'un Mémoire analytique sur la carte d'Asie centrale et de l'Inde par Louis Vivien de Saint-Martin, Paris, Imprimerie impériale, 1857-1858, 493 et 576 p. (lire en ligne sur Gallica : tome 1 et tome 2).
- Yuen-tchao (Ou-K'ong) (751-790), Voyages des pèlerins bouddhistes : L'itinéraire d'Ou-K'ong (751-790). Récit d'un autre voyageur bouddhiste, traduit et annoté par MM. Sylvain Lévi et Ed. Chavannes, Paris, Imprimerie Nationale, 1895, 48 p. (lire en ligne sur Gallica :  Journal Asiatique, sept. 1895, p. 341)
- L'Inde du Bouddha vue par des pèlerins chinois sous la dynastie Tang (Texte établi et annoté par Catherine Meuwese; présentation d'Etiemble), Paris, Calmann-Lévy, 1968, 316 p. (présentation en ligne), p. 31-280Présente de larges extraits de l'ouvrage de Xuanzang, ainsi que de sa biographie.
- René Grousset, Sur les traces du Bouddha, Paris, l'Asiathèque, 2007 (1re éd. 1929), 382 p. (ISBN 978-2-915255-56-0)Cet ouvrage décrit l'époque (évènements politiques, pratiques religieuses, dévotionnelles et démarches spirituelles de cette période) et les voyages des pèlerins chinois, de Xuanzang (Hiuan-tsang)(602–664) à Yijing (Yi-tsing) (635-713). Il établit aussi des comparaisons dans le domaine artistique entre les réalisations visibles par Xuanzang, au cours de son périple, et celles qui lui sont apparentées dans le Monde Antique ou sur un plan formel, celles du Moyen Âge Occidental.

### Études
- Paul Lévy, « Les pèlerins chinois en Inde », France-Asie, vol. 16, nos 153-157 « Présence du bouddhisme  (René de Berval Dir.) »,‎ février-juin 1959, p. 375-436 (Réimpressions: R. de Berval (Dir.), Présence du bouddhisme, Gallimard, coll. « Bibliothèque illustrée des histoires », 1987, p. 279-368, puis Gallimard, coll. « TEL » n° 355, 2008.)
- (en) Tansen SEN, « In Search of Longevity and Good Karma: Chinese Diplomatic Missions to Middle India in the Seventh Century », Journal of World History, vol. 12, no 1,‎ 2001, p. 1–28 (www.jstor.org/stable/20078877)
- (en) Qinfu TANG, History of Chinese Historiography, Taiyuan, Shanxi Education Press, 2001 (ISBN 7-544-02111-4), p. 230-232
- (en) Thomas Watters, On Yuan Chwang's Travels in India, 629-645 A.D., Royal Asiatic Society, London, 1904 (lire en ligne)
- (zh) Fang XIE, « Da Tang Xiyu Ji ("Great Tang Records on the Western Regions") », Encyclopedia of China, 1st ed.,‎ 2000 (lire en ligne)
- (en) Zhang Xiuping et al., « Da Tang Xiyu Ji in » in 100 Books That Influenced China, Nanning, Guangxi Renmin Press, 1993  (ISBN 7-219-02339-1). p. 392-398.